# Asplenium abbottii
Asplenium abbottii là một loài dương xỉ trong họ Aspleniaceae. Loài này được Brause mô tả khoa học đầu tiên năm 1922.
Danh pháp khoa học của loài này chưa được làm sáng tỏ. 